# إدوين فيري
إدوين فيري (بالإنجليزية: Edwin Phiri)‏ هو لاعب كرة قدم زامبي في مركز ظهير ‏، ولد في 17 سبتمبر 1983 في زامبيا. شارك مع منتخب زامبيا لكرة القدم. أما مع النوادي، فقد لعب مع نادي أورغريته ونادي ليونغسكايل.

## وصلات خارجية
- إدوين فيري على موقع الاتحاد الدولي (مؤرشف)  (الإنجليزية)
- إدوين فيري على موقع اتحاد السويد (السويدية)
- إدوين فيري على موقع قاعدة بيانات كرة القدم.إي يو (الإنجليزية)
- إدوين فيري على موقع ناشيونال فوتبول تيمز (الإنجليزية)
- إدوين فيري على موقع Soccerway.com (الإنجليزية)